# Battle of Los Angeles
O Battle of Los Angeles (Batalha de Los Angeles) é um torneio anual realizado pela empresa Pro Wrestling Guerrilla (PWG) e considerado como o principal da empresa.

## Vencedores
- 2005: Chris Bosh[1][2]
- 2006: Davey Richards[3][4][5]
- 2007: CIMA[6][7][8]
- 2008: Low Ki[9][10]
- 2009: Kenny Omega[11][12]
- 2010: Joey Ryan[13][14]
- 2011: El Generico[15]
- 2012: Adam Cole[16]
- 2013: Kyle O'Reilly[17]
- 2014: Ricochet[18]
- 2015: Zack Sabre Jr.[19]
- 2016: Marty Scurll[20]